# Tutta un'altra storia
Tutta un'altra storia è un singolo del gruppo musicale italiano Boomdabash, pubblicato il 29 marzo 2024 come unico estratto dalla riedizione del sesto album in studio Venduti.

## Descrizione
Il testo, scritto dallo stesso artista con Angelo Rogoli, Julien Boverod e Paolo Pagano, tratta dell'amore e delle difficoltà. Il singolo è stato inserito come seconda traccia nell'edizione streaming dell'album Venduti, sesto progetto discografico del gruppo.

## Video musicale
Il video, diretto da Fabrizio Conte, è stato reso disponibile sul canale YouTube del gruppo in concomitanza con la pubblicazione del singolo.

## Tracce
Testi e musiche di Angelo Rogoli, Federico Olivieri, Julien Boverod e Paolo Pagano.
1. Tutta un'altra storia – 2:44
2. Tutta un'altra storia (Jr Stit Remix) – 3:19
3. Tutta un'altra storia (Smoothies Remix) – 2:59
4. Tutta un'altra storia (Istrumental) – 2:44
5. Tutta un'altra storia (Acappella) – 2:44